# Rob Van Dam
Robert Alexander Szatkowski (* 18. Dezember 1970 in Battle Creek, Michigan), besser bekannt unter seinem Ringnamen Rob Van Dam (oft abgekürzt als RVD), ist ein US-amerikanischer Wrestler und Schauspieler. Sein bisher größter Erfolg ist der Gewinn der WWE Championship, zudem ist er der letzte Titelträger des WWE Hardcore Championship und des WWE European Championship.

## Biografie

### Anfänge
Vor seinem Durchbruch als Wrestler versuchte Szatkowski sich als Kickboxer. Wegen der geringen Verdienstmöglichkeiten wechselte er schließlich zum Wrestling. Szatkowski wurde von The Sheik trainiert. Er gab 1990 als Rob Szatkowski sein Wrestlingdebüt gegen Dango Nguyen.
Er war in seiner Anfangszeit für einige Independent-Ligen, wie der United States Wrestling Association oder South Atlantic Pro Wrestling tätig. In letzterer Promotion durfte er im Juli 1992 mit dem SAPW Tag Team Championship (zusammen mit Chaz Rocco) seinen ersten Wrestling-Titel erringen.
Ende 1992 war Szatkowski kurzfristig als Robbie V. bei World Championship Wrestling aktiv und hatte danach wieder einige Auftritte in den Independent-Ligen. Auch war Szatkowski für längere Zeit in Japan verpflichtet worden. Nach seiner Rückkehr in die Vereinigten Staaten unterschrieb er bei der ECW.

### Extreme Championship Wrestling (1996–2001)

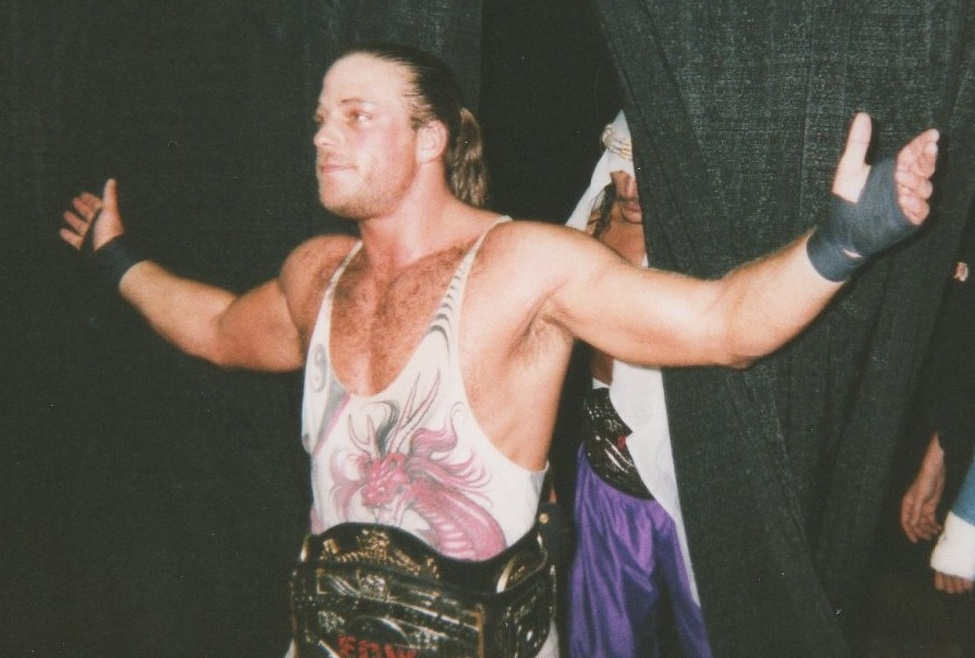
Van Dam als ECW World Tag Team und ECW World Television Champion 1998

Seit dem Januar 1996 arbeitete Szatkowski unter dem Ringnamen Rob Van Dam für die Promotion Extreme Championship Wrestling (ECW). Er wurde noch im selben Jahr aktiv in die reale Fehde von Jerry Lawler und Paul Heyman eingebunden und trat in deren Rahmen mehrfach in der WWF an. So bestritt Szatkowski bei mehreren RAW-Shows Matches und bildete mit Sabu und dessen Ringbegleiter Bill Alfonso in der ECW das „Team WWF“.
Am 4. April 1998 gewann er die ECW World Television Championship und hielt diese bis zum 12. März 2000. Er war damit der längste Titelhalter in der Geschichte von ECW, in dem er den Titel fast zwei Jahre hielt. 1998 gewann Szatkowski zusätzlich zweimal die ECW Tag Team Titles (mit Sabu) und hielt somit eine Zeit lang zwei Titel gleichzeitig.

### World Wrestling Federation/Entertainment (2001–2007, 2009)
Nachdem die ECW 2001 Konkurs gegangen war, wechselte er zur damaligen World Wrestling Federation (heute WWE). Hier war er zunächst in die Invasions-Storylines involviert. 2001 ließ man ihn drei Mal die WWF Hardcore Championship gewinnen. 2002 durfte er auch drei Mal die WWE Intercontinental Championship gewinnen. Ende selbigen Jahres war er eine Zeit lang Nr.-1-Herausforderer auf die World Heavyweight Championship, durfte den Titel aber nicht gewinnen. Im März 2003 bildete er mit Kane ein Tag Team und durfte kurzzeitig die World Tag Team Championship halten. Doch bereits im Juni mussten beide den Titel wieder abgeben und das Team wurde aufgelöst.
Im September durfte Szatkowski den Intercontinental-Titel ein viertes Mal halten. Im Dezember musste er den Titel an Randy Orton abtreten, formte anschließend ein Team mit Booker T, welches vom Februar bis März 2004 die Tag Team Titles halten durfte. Danach schickte man ihn zu SmackDown, wo er ab Sommer 2004 im Team mit Rey Mysterio antrat und mit ihm die Tag Team Titles gewinnen durfte. Im Januar 2005 verletzte sich RVD bei einem Tag Team Titelmatch am Knie und musste danach eine lange Verletzungspause einlegen.

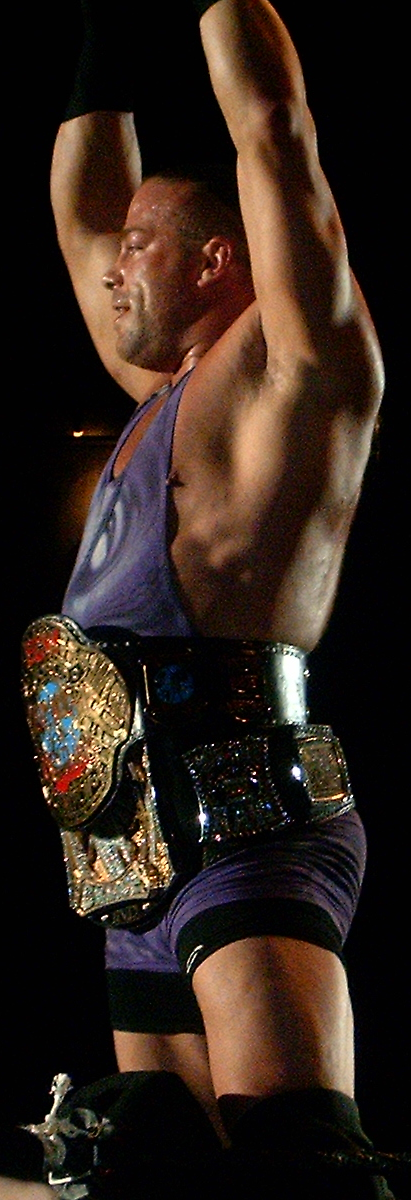
Van Dam hielt jeweils einmal und gleichzeitig die WWE und ECW World Heavyweight Championship

Beim ECW One Night Stand im Juni 2005 kam er erstmals wieder ins WWE-TV zurück, um in der Show eine Rede zu halten und seinen Freund Sabu gegen Rhyno zu unterstützen. In der Folgezeit trat er nur noch selten auf. Nach mehr als einem Jahr Zwangspause stieg Szatkowski beim Royal Rumble 2006 wieder in den Ring. Im März ließ man ihn ein Qualifikationsmatch für das zweite Money in the Bank Ladder Match bei WrestleMania 22 in Chicago gewinnen. Dieses durfte er für sich entscheiden und löste den daraus gewonnenen Vertrag am 11. Juni 2006 ein. Dort ließ man Szatkowski bei ECW One Night Stand John Cena besiegen und so den WWE Championship gewinnen. Zwischenzeitlich durfte Szatkowski vom 30. April bis zum 15. Mai 2006 zum sechsten Mal den WWE Intercontinental Championship halten.
Szatkowski wurde am 3. Juli 2006 zusammen mit seinem ECW-Kollegen Sabu wegen Drogenbesitzes festgenommen. Als Folge musste er seine WWE Championship am 4. Juli 2006 bei einer RAW Show, in einem Match gegen John Cena und Edge abgeben. Seine ECW World Heavyweight Championship verlor er einen Tag später an Big Show, als Paul Heyman sich gegen ihn wandte und ihn zusammen mit Big Show attackierte. Anschließend wurde er aufgrund des Drogenfundes für 30 Tage suspendiert. Nach Ablauf der Strafe durfte er noch mehrfach um die ECW World Championship antreten, musste sich jedoch stets geschlagen geben.
Nachdem er seinen Vertrag, der im Juni 2007 auslief, nicht verlängerte, bestritt er sein letztes offizielles Match bei World Wrestling Entertainment beim PPV One Night Stand gegen Randy Orton. Er gewann dieses zwar, wurde danach aber zum Schein von Orton schwer verletzt, um ausscheiden zu können, da ihm sein Ring-Charakter der WWE und deren Terminplanung nicht mehr gefiel. Er war nur 2001/02 bei der WWE als Main Eventer eingesetzt und lief dann in der mittleren Kampfkarte mit. Am 10. Dezember 2007 zeigte er sich jedoch anlässlich des 15. Geburtstags von RAW noch einmal für die WWE aktiv. Beim Pay-Per-View Royal Rumble 2009 trat er erneut für ein Match bei der WWE an. Laut eigener Aussage fühle er sich schlicht ausgebrannt, würde einen längeren Erholungsurlaub mit seiner Gattin Sonya unternehmen und dann seinen nächsten großen Vertrag bei TNA unterschreiben, die in den Terminen beweglicher sei und ihm mehr Spielraum in der Gestaltung seines Ring-Charakters lassen würde.

### Independent-Ligen (seit 2007)
Szatkowski wurde nun als Independent-Wrestler für ein Match gegen Santino Marella verpflichtet. Danach nahm er sich die angekündigte Auszeit.
Am 12. Juni 2008 gab Szatkowski bei einer Veranstaltung im spanischen Las Palmas sein aktives Ring-Comeback für die Liga Nu-Wrestling Evolution und bestritt in der Folgezeit einige weitere Auftritte für diese. Szatkowski war eine Zeit lang auch bei der in Irland beheimateten Promotion American Wrestling Rampage angestellt und nahm im November 2009, als Teil ihres aktuellen Kaders, an einer Europatour teil. So trat er Ende November auch in mehreren deutschen Städten auf.

### Total Nonstop Action Wrestling (2010–2013)

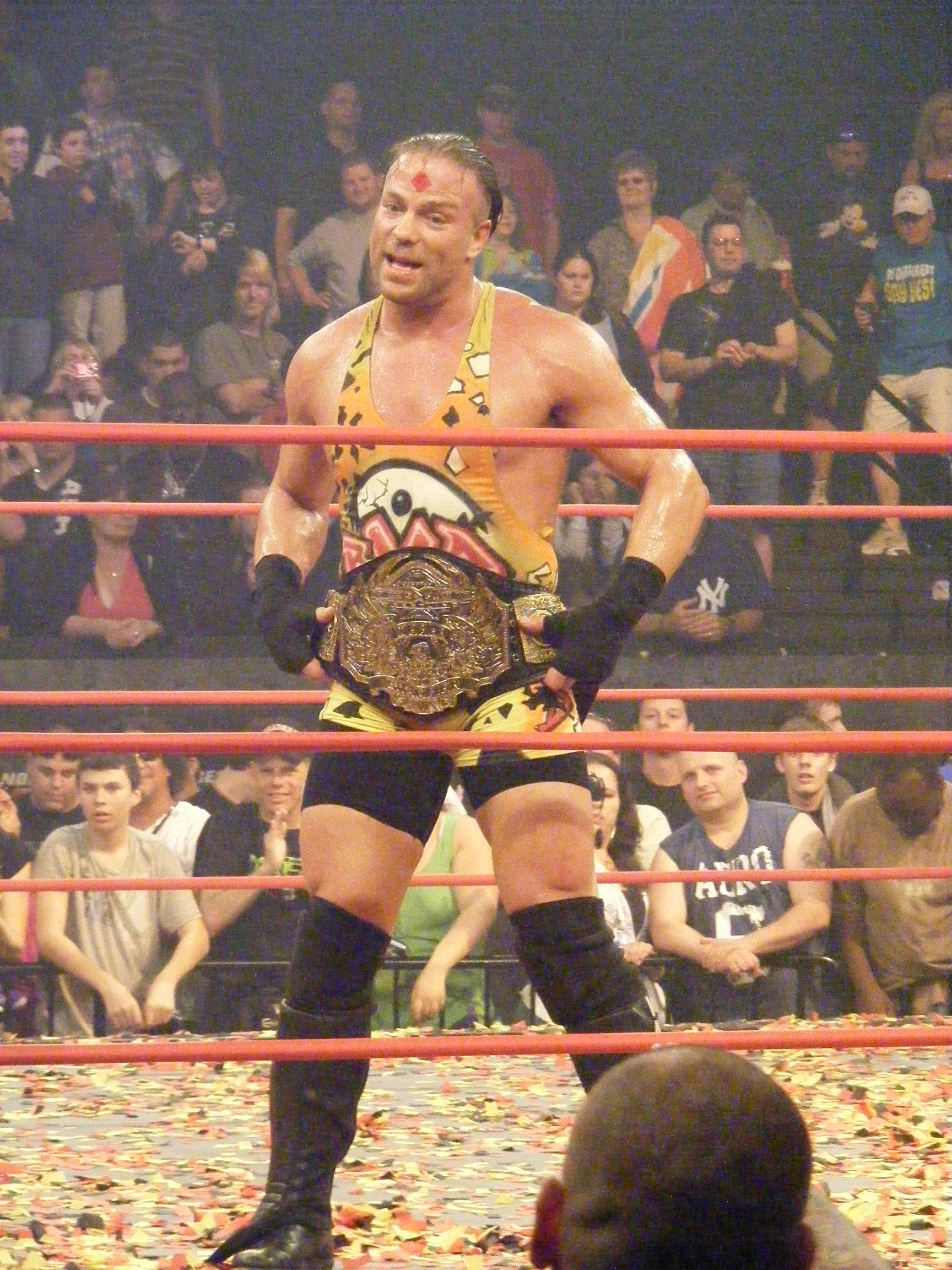
Zudem hielt Van Dam die TNA World Heavyweight Championship was ihn zum dreifachen World Champion macht

Zwischenzeitlich trat Szatkowski auch bei Total Nonstop Action Wrestling an und wurde dort im offiziellen Wrestling-Kader geführt. Am 19. April 2010 durfte er AJ Styles um die TNA World Heavyweight Championship besiegen und so der neue Champion werden, da sich Szatkowski bei TNA für eine längere Zeit verpflichtet hatte. So nahm Szatkowski auch als Mitglied der ehemaligen ECW beim PPV TNA Hardcore Justice teil und durfte dort Sabu besiegen.
Ab Juni 2010 wurde er in eine Fehde mit den Stables Immortal um Hulk Hogan sowie Fortune mit Ric Flair geschrieben, wobei Abyss sein Hauptgegner war. In dieses Fehdenprogramm wurden auch Tommy Dreamer, Rhino und Stevie Richards eingebunden. Am 10. August 2010 wurde der Titel für vakant erklärt, nachdem Szatkowski diesen 113 Tage gehalten hatte. So wurde Szatkowski durch eine besonders harte Attacke von Abyss kurzfristig aus der damaligen Storyline geschrieben. Nach seiner Rückkehr wurde diese Fehde noch bis Oktober 2010 fortgeführt. Nach einigen kleineren Fehden gewann er bei der Großveranstaltung Bound for Glory am 14. Oktober 2012 den TNA X Division Championtitel von Zema Ion, den er am 28. Februar 2013 bei Impact Wrestling an Kenny King abgeben musste. Danach lief der Vertrag von Szatkowski aus.

### Rückkehr zur WWE (2013–2014)
Am 14. Juli 2013 kehrte Szatkowski bei der Juli-Großveranstaltung „Money in the Bank“ als aktiver Wrestler zu World Wrestling Entertainment zurück. Dort fehdete er zunächst gegen The Shield und anschließend gegen Alberto Del Rio um die World Heavyweight Championship. Nach dem Hell in a Cell-PPV im Oktober 2013 endete sein Vertrag und Szatkowski verließ damit zunächst wieder die WWE. Bei Raw am 7. April 2014, dem Tag nach WrestleMania XXX, kehrte er wieder zur WWE zurück. Am 26. August 2014 bestritt Van Dam vorerst sein letztes Match gegen Seth Rollins, das er verlor und verließ erneut die WWE. Am 6. April 2021 wurde er in die Hall of Fame eingeführt.

### Rückkehr zu Impact Wrestling (2019–2020)
Am 8. Februar 2019 wurde bekannt gegeben, dass Van Dam zu Impact Wrestling (früher Total Nonstop Action Wrestling) zurückkehren würde. Bei deren Großveranstaltung United We Stand am 14. April 2019 nahm er gemeinsam mit Sabu an einem Extreme Rules Tag Team Match teil, das beide gegen die Lucha Brothers (Fénix und Pentagón Jr.) verloren. Im Juli 2019 folgte ein einmaliger Cameo-Auftritt bei WWE Raw. Im weiteren Verlauf seines Engagements bei Impact Wrestling tat sich Van Dam unter anderem mit den ehemaligen ECW-Mitstreitern Sabu, Rhino und Tommy Dreamer zusammen. Ab Oktober 2019 agierte er erstmals seit seiner Zeit in der WWE wieder als Heel.

### Außerhalb des Wrestlings
Van Dam trat in zahlreichen Fernsehshows und in Filmen auf. Unter anderem trat er am 2. August in Akte X in der Folge Fight Club auf. 2005 erschien sein One of a Kind DVD. Er trat auch bei Hulk Hogans Celebrity Championship Wrestling im Jahr 2008 auf. 2011 arbeitete er zusammen mit Dave Batista und Nelson Frazier Jr. in einem Film mit dem Titel Wrong Side of Town, der im folgenden Jahr veröffentlicht wurde.
Van Dam startete RVD Radio am 8. Oktober 2008 mit Brett Cohen. Er war auch in vielen WWE-Videospielen zu sehen. Sein bislang letzter Auftritt war im Videospiel WWE 2K24.
Szatkowski hält den Weltrekord im Gewichtheben während eines Spagats auf zwei Bänken (als „Van Dam Lift“ Teil der Disziplinen der All-Around Weightlifting Association).
Er betrieb einen Comicbuchladen mit dem Namen „5 Star Comics“ in Lomita (Kalifornien), in dem regelmäßig Wrestling-Superstars (z. B. Bret Hart) Autogrammstunden gaben. Dieser wurde jedoch im Jahr 2007 geschlossen.
2008 wurde bekannt, dass Szatkowkis damalige Ehefrau Sonya an Krebs erkrankt war. So befand sich das Ehepaar zwischen 2008 und 2010 in Europa.

## Titel und Auszeichnungen

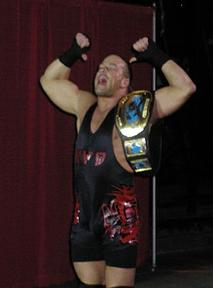
Van Dam ist ein sechsfacher Intercontinental Champion

### Titel
- All Star Wrestling
  - 1× ASW North American Heavyweight Champion

- American Wrestling Rampage
  - 1× AWR World Heavyweight Champion

- Battle Championship Wrestling
  - 1× BCW Heavyweight Champion

- Extreme Championship Wrestling
  - 2× ECW World Tag Team Champion mit Sabu
  - 1× ECW World Television Champion

- International Wrestling Federation
  - 1× IWF Television Champion

- National Wrestling Council
  - 1× NWC Tag Team Champion mit Bobby Bradley

- No Limits Wrestling
  - 1× NLW Heavyweight Champion

- Over the Top Wrestling
  - 1× OTT No Limits Champion

- Pacific Coast Wrestling
  - 1× PCW Heavyweight Champion

- Peach State Wrestling
  - 2× PSW Cordele City Heavyweight Champion

- South Atlantic Pro Wrestling
  - 1× SAPW Tag Team Champion mit Chaz Rocco

- Total Nonstop Action Wrestling
  - 1× TNA World Heavyweight Champion
  - 1× TNA X Division Champion

- World Stars of Wrestling
  - 1× WSW World Heavyweight Champion

- World Wrestling Entertainment
  - 1× ECW World Heavyweight Champion
  - 2× World Tag Team Champion jeweils 1× mit Kane und Booker T
  - 1× WWE Champion
  - 1× WWE European Champion
  - 4× WWE Hardcore Champion (letzter Titelträger)
  - 6× WWE Intercontinental Champion
  - 1× WWE Tag Team Champion mit Rey Mysterio

### Auszeichnungen
- All Action Wrestling
  - 2017: Perth Classic Tournament Sieger

- Cauliflower Alley Club
  - 2020: Lou Thesz/Art Abrams Lifetime Achievement Award

- Pro Wrestling Illustrated
  - 2002: Platz 1 der Top 500 Wrestler im PWI 500

- World Wrestling Entertainment
  - 2006: Money in the Bank Sieger
  - 2006: 15. Triple Crown Champion
  - 2006: Siebter Grand Slam Champion
  - 2021: Aufnahme in die Hall of Fame